# Gea Timmer-Rijkeboer
Gea Timmer-Rijkeboer is een Nederlands politica. Landelijk behoort ze bij D66, plaatselijk bij Progressief Westerveld (PW). Ze is wethouder van de gemeente Westerveld geweest.

## Jeugd en werk
Rijkeboer groeide op in Meppel, studeerde psychologie en kunstgeschiedenis aan de Rijksuniversiteit Groningen waar ze in 1964 lid werd van VERA.
Ze was in de jaren 80 en 90 wethouder van de toenmalige gemeente Vriezenveen. In die tijd was zij tevens lid van de Twenteraad en van de Euregioraad.

## Wethouderschap gemeente Westerveld
Timmer zat in het college van burgemeester en wethouders namens de partij Progressief Westerveld (PW). Portefeuilles die ze in de toenmalige gemeente Vriezenveen had, zoals onderwijs, welzijn, bibliotheekwerk, gezondheidszorg en cultuur, had ze later weer onder haar hoede. Het college bestond verder uit PvdA en CDA. PW is een partij die is ontstaan uit een samenwerking van GroenLinks, D66 en Prosa. Bij de Nederlandse gemeenteraadsverkiezingen van 2006 behaalde de partij met Timmer als lijsttrekker 15,4% van de stemmen en ging van 2 naar 3 zetels.

## Wethouder gemeente Vriezenveen
Timmer was tot de herindeling van Vriezenveen en Den Ham tot Twenterand in 2001 wethouder namens de Westerhaarse GemeenschapsPartij (GP). Voor het eerst in 1982, later voor een periode van 1998 tot 2001. Hierna verhuisde Timmer-Rijkeboer naar Drenthe.

## Onderscheiding
- Timmer is bij haar afscheid van de toenmalige gemeente Vriezenveen benoemd tot Ridder in de Orde van Oranje-Nassau.